# Chiesa di Santa Croce (Mores)
La chiesa di Santa Croce è un edificio religioso situato a Mores, centro abitato della Sardegna nord-occidentale. Consacrata al culto cattolico, fa parte della parrocchia di Santa Caterina, arcidiocesi di Sassari.